# Štarnov
Štarnov (německy Starnau) je obec v okrese Olomouc v Olomouckém kraji. Rozkládá se na hanácké rovině, asi čtyři kilometry jižně od Šternberka a protéká jí říčka Grygava. Žije zde 867 obyvatel. Štarnovem prochází železniční trať č. 290, na které byla roku 1911 zřízena stejnojmenná železniční zastávka.

## Název
České jméno mělo zprvu podobu Šternov a vzniklo hláskovou úpravou z německého Sternau - „hvězdná niva“. To bylo vytvořeno jako obdoba jména blízkého Šternberka (Sternberg - „Hvězdná hora“). Změna samohlásky v první slabice byla nářeční (doložena od konce 15. století).

## Historie
První písemná zmínka o obci pochází z roku 1269 (Sternow). Založili ji páni ze Šternberka, a kromě období mezi lety 1332–1550, kdy ji darovali olomouckému klášteru klarisek, patřil Štarnov ke šternberskému panství. A to až do roku 1850, kdy se stal samostatnou obcí v politickém a soudním okrese Šternberk. Šlo o středně velkou zemědělskou obec, národnostně převážně českou.

## Obyvatelstvo
| Rok      | 1869 | 1880 | 1890 | 1900 | 1910 | 1921 | 1930 |      |
| -------- | ---- | ---- | ---- | ---- | ---- | ---- | ---- | ---- |
| Obyvatel | 573  | 582  | 638  | 614  | 610  | 645  | 749  |      |
| Domů     | 70   | 77   | 83   | 85   | 92   | 94   | 120  |      |
| Rok      | 1950 | 1961 | 1970 | 1980 | 1991 | 2001 | 2011 | 2021 |
| Obyvatel | 625  | 679  | 605  | 603  | 556  | 577  | 677  | 824  |
| Domů     | 130  | 157  | 151  | 153  | 183  | 194  | 224  | 285  |

1. ↑  Z toho 723 osob národnosti československé, 23 německé a 3 ostatní.[11]

## Obecní správa
Mezi lety 1869–1976 Štarnov byl obcí v okrese Šternberk (1880–1950) a později v okrese Olomouc. Od 23. října 1976 do 23. listopadu 1990 patřil jako část obce k Bohuňovicím a od 24. listopadu 1990 je opět samostatnou obcí.

### Obecní symboly
Znak a vlajka byly obci uděleny rozhodnutím předsedy Poslanecké sněmovny Parlamentu České republiky dne 21. června 1999.

## Pamětihodnosti
- farní kostel svatého Mikuláše z 18. století
- kaple Panny Marie Bolestné
- kříž na návsi z roku 1795
- kříž na jihozápadním okraji obce z roku 1842
- smírčí kříž

## Památné stromy
Roku 2020 byly tři lípy rostoucí v obci prohlášeny za památné stromy: Lípa svobody, zasazená roku 1918 na památku vzniku Československé republiky; Lípa Masarykova, zasazená roku 1920 při příležitosti 70. narozenin prezidenta T. G. Masaryka; a Rychtářská lípa, poslední zbývající strom z historického stromořadí, které nechal zřídit ke konci 19. století místní rychtář jako větrolam. 

## Fotbal ve Štarnově
Ve Štarnově působila do června 2013 Tělocvičná jednota Sokol Štarnov s fotbalovým oddílem. Ve fotbalové sezóně 2013/2014 zde začal působit „nový“ fotbalový klub SK Štarnov.